# Ukrajinská Wikipedie
Ukrajinská Wikipedie (ukrajinsky Українська Вікіпедія) je jazyková verze Wikipedie v ukrajinštině. První článek byl vytvořen 30. ledna 2004. V srpnu 2024 obsahovala přes 1 340 000 článků a pracovalo pro ni 49 správců. Registrováno bylo přes 761 000 uživatelů, z nichž bylo asi 2 900 aktivních. V počtu článků byla 14. největší Wikipedie a 3. největší psaná ve slovanském jazyce (po ruské a polské). Mnoho článků (přes 6 000) čerpá z Encyklopediji ukrajinoznavstva.
V roce 2012 provedli 89,8 % editací ukrajinské Wikipedie uživatelé z Ukrajiny a zhruba po jednom procentu uživatelé z Německa, USA, Ruska, Kanady nebo Slovenska.
Nejvíce článků, respektive dotazů, z ukrajinské Wikipedie je zobrazeno na Ukrajině (84,9 %), v USA (2,4 %), Francii (1,9 %), Německu (1,6 %) a Rusku (1,5 %). Naopak na území Ukrajiny uživatelé používají nejvíce (v říjnu 2019) ruskou verzi (49,8 % zobrazených dotazů), ukrajinskou (28,1 %), anglickou (8,1 %) a německou. Uživatelé na Ukrajině si během měsíce zobrazí asi 177 milionů dotazů, což představuje 1,2 % celkového počtu zobrazení v rámci celé Wikipedie.
V roce 2019 bylo zobrazeno okolo 707,5 milionu dotazů. Denní průměr byl 1 938 243 a měsíční 58 954 905 dotazů. Nejvíce dotazů bylo zobrazeno v listopadu (74 337 946), nejméně v srpnu (37 014 297). Nejvíce dotazů za den přišlo ve čtvrtek 24. října (4 090 055), nejméně v sobotu 10. srpna (992 335).